# Satau
Satau est une ville du Botswana.